# Кулина (община Власеница)
Кулина (на сръбски: Кулина) е село в Босна и Херцеговина, разположено в община Власеница, в ентитета на Република Сръбска. Намира се на 435 метра надморска височина. Населението му според преброяването през 2013 г. е 85 души, от тях: 85 (100,00 %) сърби.

## Население
Численост на населението според преброяванията през годините:
- 1961 – 164 души
- 1971 – 225 души
- 1981 – 160 души
- 1991 – 132 души
- 2013 – 85 души